# Valle di San Gabriel
La valle di San Gabriel è una delle valli principali del sud della California.

## Geografia fisica
Confina a nord con i Colli Puentes, ad est con Los Angeles, a sud con i Monti San Gabriel e ad ovest con l'Inland Empire. Prende il nome dal fiume San Gabriel, che la percorre da nord-est a sud-ovest.

### Clima
Come il resto della regione di Los Angeles, la valle gode di un clima mediterraneo. Le piogge sono sporadiche e quando sopraggiungono non perdurano mai per più di un giorno o due, con rare eccezioni. La neve non capita mai ma è presente sulle cime dei rilievi del nord-est come il monte San Antonia, sito di una stazione sciistica molto popolare. Lo smog affligge la valle così come il resto della regione di Los Angeles.